# Yael Grobglas
Yael Grobglas (Parigi, 31 maggio 1984) è un'attrice e cantante israeliana.

## Biografia
Nata a Parigi, in Francia, da Eva Grobglas cittadina austriaca e da Jean Pierre Groblas cittadino francese ma di origine ebraica, è cresciuta a Ra'anana, in Israele. Sin da piccola, dimostra talento e passione per l'arte dello spettacolo; da adolescente ha studiato danza e lavorato per un breve periodo come modella, partecipando a una serie di campagne pubblicitarie. Dopo aver manifestato un maggiore interesse per la recitazione, inizia a prenderne lezioni.
Dopo aver ottenuto nel 2013 un ruolo ricorrente nella serie televisiva statunitense Reign, riceve il suo primo grande incarico quando viene inserita nel cast principale della commedia drammatica Jane the Virgin, per la quale veste i panni di Petra Solano. A proposito di tale interpretazione, l'attrice, durante un'intervista con il New York Times, ha affermato di aver lavorato fino ad allora in ruoli più statici e di esser molto soddisfatta della dinamica che assume il personaggio di Petra, per il quale confessa di provare ammirazione, nonostante caratterialmente sia completamente diversa da lei.

## Filmografia

### Cinema
- Kalevet (Rabies), regia di Aharon Keshales e Navot Papushado (2010)

### Televisione
- Split – serie TV, 45 episodi (2011–2012)
- Reign – serie TV, 7 episodi (2013–2014)
- Jane the Virgin – serie TV, 100 episodi (2014–2019)
- Crazy Ex-Girlfriend – serie TV, episodio 2x04 (2016)
- Supergirl – serie TV, episodi 3x02–3x11 (2017–2018)
- Undone – serie animata, episodi 2x06-2x07 (2022)

## Doppiatrici italiane
Nelle versioni in italiano dei suoi film, Yael Grobglas è stata doppiata da:
- Giorgia Brasini in Jane the Virgin
- Francesca Manicone in Reign